# David de Nerken
David de Nerken (en armeni Դավիթ Անհաղթ, 'David l'invencible') va ser un important filòsof neoplatònic armeni, comentador d'Aristòtil i Plató, parent de Moisès de Khorèn. Va influir en tots els filòsofs armenis fins al segle xviii.

## Biografia
Va viure al final del segle v i començaments del segle vi. La tradició el fa deixeble de Mesrop d'Armènia i del Catolicós sant Isaac, a més de company de Moisès de Khorèn, però quan va néixer, cap a l'any 470, aquests erudits ja eren morts. Se sap que va estudiar a Alexandria amb Sirià, preceptor de Procle, i també amb Olimpiòdor, i va ser un dels darrers que va provar d'harmonitzar les filosofies de Plató i Aristòtil. Va ensenyar a l'Escola d'Alexandria i després va viatjar a Atenes i a Constantinoble, on per les seves habilitats en el discurs va rebre el sobrenom d'invencible. Va tornar a Armènia a una edat avançada. Quan va arribar, les seves ensenyances van trobar l'oposició del clergat, i va haver de refugiar-se al Monestir de Hakhpat, on va morir entre l'any 550 i 560. L'Església Armènia més tard el va canonitzar.

## Obres
David de Nerken va ser autor de diverses traduccions del grec a l'armeni d'obres de Plató, Aristòtil i altres filòsofs. Les seves quatre obres més importants són:
- Prolegòmens a la filosofia, on analitza sis definicions de la filosofia per concloure que és "la ciència que permet a l'home entendre les lleis de la naturalesa".
- Comentari a l'Isagogè de Porfiri.
- Comentari a l'Analítica d'Aristòtil
- Comentari a les Categories d'Aristòtil.

També va deixar escrits sobre música, tractada des d'un punt de vista filosòfic.